# دختری که رهایش کردی
دختری که رهایش کردی (به انگلیسی: The Girl You Left Behind) یک رمان عاشقانه نوشته‌ی جوجو مویز است. این رمان بعد از انتشار در سال ۲۰۱۲ نامزد بهترین رمان سال شد. در واقع، علاوه بر اینکه یک رمان عاشقانه محسوب می‌شود، شجاعت زن‌ها را به تصویر می‌کشد. همچنین در سال 1395 انتشارات میلکان این کتاب را با ترجمه‌ای از کتایون اسماعیلی انتشار داد.

## موضوع
داستان این کتاب روایت زندگی دو زن، در دو بازه زمانی متفاوت است.
قسمت اول داستان، روایت زندگی زنی به نام سوفی است در زمان جنگ جهانی اول، و اشغال فرانسه به دست آلمانی ها. سوفی مجبور است در غیاب همسرش ادوارد، از خانواده‌اش محافظت کند.
هنگامی که شهرشان به اشغال نیروهای آلمانی در می‌آید، مجبور می‌شود هتل خود را در اختیار آنها قرار داده و به همراه خواهرش هلن هر روز برایشان غذا آماده کند. فرماندهٔ آلمانی که هر روز به هتل سوفی می‌آید، شیفتهٔ پرتره‌ای از سوفی می‌شود که این پرتره توسط همسر هنرمند سوفی، ادوارد نقاشی شده‌است.
داستان دوم تقریباً یک قرن بعد در لندن اتفاق می‌افتد. پرترهٔ سوفی در خانهٔ لیو هالستون آویزان است، این پرتره هدیهٔ عروسی لیو است که همسرش دیوید قبل از مرگ ناگهانی اش آن را به قیمت کمی از یک زن خریده‌است. به‌طور تصادفی بر اثر آشنایی لیو با مردی به نام پل ارزش واقعی این پرتره آشکار می‌شود و نبردی بر سر تاریخ پر درد سر این پرتره آغاز می‌شود.
همدلی فوق‌العاده‌ای بین سوفی و لیو دیده می‌شود، از آنجایی که هر دو بصورت ناعادلانه از طرف مردم محکوم می‌شوند.